# Dirinaria complicata
Dirinaria complicata är en lavart som beskrevs av D.D. Awasthi 1975. Dirinaria complicata ingår i släktet Dirinaria och familjen Caliciaceae.   Inga underarter finns listade i Catalogue of Life.